# Seymour (Teksas)
Seymour je grad u američkoj saveznoj državi Teksas. Prema popisu stanovništva iz 2010. u njemu je živjelo 2.740 stanovnika.